# Töchter des hl. Franz von Sales von Lugo
Die Töchter des hl. Franz von Sales von Lugo, Abk. DSFS, sind eine Ordensgemeinschaft der katholischen Kirche. Sie wurde 1872 von Carlo Cavina in Lugo, Italien, gegründet.

## Gründung
Der italienische Priester Carlo Cavina beobachtete in der zweiten Hälfte des 19. Jahrhunderts in Italien mit wachsender Besorgnis den Rückgang der menschlichen und christlichen Werte in der italienischen Gesellschaft. In ihm wuchs die Überzeugung, dass die Jugend eine solide christliche Erziehung dringend nötig habe. Mit Hilfe von zwei Schwestern der Vinzentinerinnen, Sr. Theresa Fantoni und Sr. Luigia Montanari, die in seiner Pfarrgemeinde in Luge ein Waisenhaus leiteten, gründete er eine Mädchenschule. Am 23. August 1872 stellte sie die Generaloberin der Vinzentinerinnen vor die Entscheidung, zu den Vinzentinerinnen zurückzukehren oder den Orden zu verlassen und weiter mit Carlo Cavina zusammenzuarbeiten. Die beiden Schwestern entschieden sich für Carlo Cavina. Dieser Tag gilt seither als Gründungsdatum für die Kongregation der Töchter des hl. Franz von Sales von Lugo.
Carlo Cavina kaufte daraufhin ein Haus, in dem die Schwestern zusammen mit weiteren Kandidatinnen ihr neues Ordensleben beginnen konnten. Er nannte das Gebäude das „Kleine Haus“. In diesem Haus stellte er ein Holzkreuz auf, und auf der Rückseite der Tafel mit der Aufschrift INRI schrieb er mit eigener Hand „Was auch immer mit dem Kreuz in Berührung kommt, wird reiche Frucht bringen.“ Dieser Satz ist das Leitwort der Töchter des hl. Franz von Sales von Lugo bis heute.

## Ausbreitung
Carlo Cavina starb 1880 im Alter von 60 Jahren. Sr. Theresa Fantoni führte daraufhin sein Werk fort. Heute hat sich die Ordensgemeinschaft in verschiedene Länder der Welt ausgebreitet und wirkt heute in Italien, Südafrika, Indien, Philippinen, Brasilien, England, Tschad, Kamerun, Tansania und Kenia.

## Spiritualität
Carlo Cavina war ein großer Verehrer des heiligen Franz von Sales. Er nahm auch Kontakt mit den Schwestern der Heimsuchung Mariens auf, jenem Frauenorden, den der hl. Franz von Sales zusammen mit der hl. Johanna Franziska von Chantal 1610 gegründet hatte. Von Anfang an war es seine Absicht, seine neue Ordensgemeinschaft auf die Basis der salesianischen Spiritualität zu stellen. Die zentralen Begriffe, die die Spiritualität der Töchter des hl. Franz von Sales von Lugo ausmachen, sind daher auch zentrale Begriffe in der salesianischen Spiritualität: apostolischer Eifer, Liebe, Einfachheit, Demut, Sanftmut, Freude, Optimismus, Gastfreundschaft und Gleichmut gegenüber dem Willen Gottes. Die Töchter des hl. Franz von Sales von Lugo zählen daher zur Salesianischen Familie.

## Aufgaben
Als Auftrag hinterließ Carlo Cavina seiner neu gegründeten Kongregation das Apostolat des Gebetes, der Glaubenserziehung und des Dienstes an den Kranken, Armen und Bedürftigen. Die Haupttätigkeiten der Töchter des hl. Franz von Sales von Lugo sind heute Erziehung, Mithilfe in der Pfarrgemeinde, Sorge um die Kranken und Armen, z. B. durch Hausbesuche. Sie leiten Schulen, Kinderheime, Waisenhäuser, Internate, Behindertenheime, Lehrlingsheime und engagieren sich in den unterschiedlichsten sozialen Diensten.